# Stora Askö
Stora Askö är en ö i norra Tjusts skärgård i Loftahammars socken (före 1952 i Östra Eds socken) i Västerviks kommun. Ön är  med sina 11 kvadratkilometer Smålandskustens till ytan största ö. Och den nordligaste bebyggda skärgårdsön i Kalmar län.
Bebyggelsen på ön är uppdelade på tre stycken byar; Askö by, Ytterby och Flatvarp.
I dag (2017) finns ca 300 bebyggda fastigheter på ön, den större delen utgör sentida fritidsfastigheter. Antalet jordbruksfastigheter är 12-13 st. men har historiskt varit långt flera. 2017 finns ännu tre stycken aktiva lantbruk med nötboskap kvar. Den fasta befolkningen är cirka 40 personer, men sommartid mångdubblas befolkningen till cirka 1 300 personer. 
I dag finns på ön bilverkstad, byggföretag och sommarkiosk i Askö by. På gården Skärsmaren i Ytterby finns fiskrökeri och försäljningsbod.

## Historia
I början av 1800-talet fanns ett skeppsvarv på öns nordvästra sida. Där ett flertal båtar och skepp byggdes av plank från den omgivande ekskogen.  Kustsjöfart med skutor var viktigt här fram till 1940-talet. Mer sentida rederi med moderna lastfartyg fanns i Flatvarp till slutet av 1970-talet.
Fiske efter i huvudsak sill (strömming) och ål har varit mycket betydelsefullt här. Men nu finns bara ett fåtal binäringsfiskare kvar.
Folkskolan på Stora Askö lades ner 1952. Upptagningsområdet utgjordes även av den kringliggande skärgården som de då välbefolkade öarna Horsö och Torrö. 1954-55 byggdes bron ut till ön och sedan vägen ut till Flatvarps fiskehamn.
Stora Askös högsta fasta folkmängd nåddes redan i mitten av 1800-talet, då cirka 180 personer bebodde ön.

## Natur och djurliv
Namnet Askö kommer från trädet ask, som är relativt vanlig kring Askö by. Men för övrigt på ön dominerar tallskog och förhållandevis mycket ek där jordmånen är lämplig. Stora står i motsats till den betydligt mindre grannön i väster Lilla Askö. 
Djurlivet på Stora Askö uppvisar fasta stammar av älg, rådjur, vildsvin, räv, grävling och fälthare. Utanför Stora. Askö finns en ytterskärgård, här är nu gråsälen vanlig igen. Men framför allt under häckningssäsong finns här ett myllrande fågelliv. Fiskmås, gråtrut, silvertärna, ejder, grågås och strandskata är karaktärsarter. Men även havsörn och berguv kan ses och höras i området.
Det förhållandevis milda och soliga kustklimatet och vegetationen gör att hasselsnoken trivs på Stora Askö, liksom de många andra platser ovanliga insektsarterna ekoxe och apollofjäril.